# Idiocera (Idiocera) ornatula
Idiocera (Idiocera) ornatula is een tweevleugelige uit de familie steltmuggen (Limoniidae). De soort komt voor in het Palearctisch gebied.